# 木村英樹 (言語学者)
木村 英樹（きむら ひでき、1953年 - ）は、日本の中国語学者。東京大学名誉教授。

## 経歴
1953年、京都府京都市生まれ。1976年に大阪外国語大学中国語学科を卒業。東京大学大学院人文科学研究科修士課程に進学し、1978年に修了。その後は北京語言学院、北京大学に留学した。1982年、東京大学大学院博士課程を単位取得退学。
その後は金沢大学文学部助教授に就いた。1986年に神戸大学教養部助教授となり、1992年より国際文化学部助教授。1996年東京大学総合文化研究科助教授を経て、1999年より同人文社会系研究科教授に昇進。2012年に学位論文『中国語文法の意味とかたち 「虚」的意味の形態化と構造化に関する研究』を東京大学に提出して文学博士号を取得。2016年退任、名誉教授。

## 著作

### 著書
- 『中国語はじめの一歩』（ちくま新書 1996年）
- 『中国語 4 1998』（放送大学教育振興会 1998年）
- 『中国語文法の意味とかたち 「虚」的意味の形態化と構造化に関する研究』（白帝社 2012年）
- 『中国語はじめの一歩〔新版〕』 (ちくま学芸文庫 2017年) 前掲新書に加筆修正

### 共著
- 『北京の風 中国語初級テキスト』（小野秀樹共著 白帝社 1995年）
- 『現代漢語基礎』（小野秀樹,張麗群,楊凱栄,吉川雅之共著 白帝社 2003年）
- 『中国語入門1-2 2005』（宮本徹共著 放送大学教育振興会 2005年）
- 『中国語入門1-2 2010』（宮本徹共著 放送大学教育振興会 2010年）
- 『中国語1 ’14 (北京のふたり)』（宮本徹共編著 放送大学教育振興会 2014年）
- 『中国語2 ’14 (汪曾祺「我的母親」他)』（宮本徹共編著 放送大学教育振興会 2014年）

### 翻訳
- 『文法のはなし 朱徳煕教授の文法問答』（中川正之共編訳 光生館 1986年）
- アン・Y.ハシモト『中国語の文法構造』（中川正之共訳 白帝社 1988年）
- 『文法講義 朱徳煕教授の中国語文法要説』（杉村博文共訳 白帝社 1995年）

### 記念論集
- 『中国語文法論叢 木村英樹教授還暦記念』（白帝社 2013年）

## 参考
- 「教育・研究年報 13」pp.84-85(PDF 2.0MB)東京大学大学院人文社会系研究科・文学部